# Шультес (фільм)
«Шультес» — повнометражний художній фільм виробництва російської кінокомпанії «СТВ», дебютна кінокартина режисера Бакура Бакурадзе, лауреат Гран-прі «Кінотавр» за найкращий фільм і Гран-прі Київського МКФ «Молодість» (2008).

## Зміст
Льоша Шультес, котрий переніс черепно-мозкову травму після автокатастрофи – обмежено-придатний до звичайної трудової діяльності. Він знайшов свою нішу в житті і успішно промишляє професією «кишеньковий злодій». Слідування за Олексієм його маршрутом – ринками, забігайлівками, бутіками, громадським транспортом зануреної у себе Москви та знайомства з колом людей, які є його ареалом, показує нам справжнє життя мільйонів москвичів. Та чи життя?

## Критика
За висловом критиків, режисер знімає «не центр і не дно міста, не блиск неону і не брудний низ, а бере рівний середній план, щоденне життя мільйонів: типові під'їзди, магазини, квартири. І безпомилково знаходить героя - стороннього, злившогося з пейзажем, але не розчиненого в ньому»
Темп фільму неквапливий, тон беземоційну, жорсткий і відсторонений, герої середньостатистичні. Безпам'ятство і нечутливість, елементарний монтаж, сцени часто зняті байдужою статичною камерою, музика - тільки якщо в кадрі є її джерело, діалоги, як правило, вичерпуються похмурим мовчанням. Переможець «Кінотавра»: неспішне кіно про життя.
Голова журі «Кінотавра» Павло Чухрай пояснив рішення журі так: «„Шультес“ — глибокий, дуже професійно зроблений фільм. Паузи, які Бакур вміє заповнювати, мені нагадують Тарковського: чим дивніше, тим модніше.»

## Ролі
- Гела Чітава — Шультес
- Руслан Гребьонкін — Костик
- Любов Фірсова — мати Шультеса
- Сесіль Плеже — дівчина в метро
- Вадим Суслов — брат Шультеса
- Іван Лебідєв — Славік
- Ношреван Тавхелідзе — Стас
- Вадим Цаллаті — Паша
- Руслан Сушон — психіатр
- Анна Сорока — касирка супермаркету
- Олександр Абчінец
- Костянтин Буслов — людина в барі
- Сергій Болотаєв
- Дмитро Шібнев
- Сахат Дурсунов
- Гія Маткава
- Денис Нестеров
- Олексій Кучин — механік автосервісу
- Володимир Кирилов — людина в лазні
- Марат Кісіков
- Олександр Малінін
- Марія Симонова